# Beijing Nationalstadion
Beijing Nationalstadion også kaldet Fuglereden grundet den karakteristiske form, er nationalarenaen i Beijing, Kina. Det er opført til brug ved Olympiske Lege i 2008, hvor det dannede rammede om atletikkonkurrencerne samt åbnings- og afslutningsceremonierne.
Stadionet havde oprindeligt plads til 91.000 tilskuere, men dette blev reduceret til 80.000 efter OL. Stadionet er 330 meter langt, 220 meter bredt, 69.2 meter højt og har et areal på 250.000 kvadratmeter. Fuglereden er tegnet af Herzog & de Meuron og Chinese Architecture and Design Research Group. Designet er inspireret af en rede. "Reden" består af et 36 kilometer langt og 45.000 ton tungt net af stålbjælker.
Omkostningerne til Beijing Nationalstadion er beregnet til at blive på 2,72 milliarder kroner.

## Ekstern henvisning
- Wikimedia Commons har flere filer relateret til Beijing Nationalstadion
- Officiel hjemmeside Arkiveret 9. juni 2010 hos  Wayback Machine

39°59′30″N 116°23′26″Ø / 39.99154°N 116.39048°Ø